# Presidenti del Ghana
I presidenti del Ghana si sono succeduti dal 1960, quando fu proclamata la Repubblica.
Il Paese aveva raggiunto l'indipendenza dal Regno Unito nel 1957, divenendo un reame del Commonwealth (regnante Elisabetta II) denominato Dominion del Ghana; l'indipendenza, inoltre, faceva seguito all'unificazione di Costa d'Oro e Togoland britannico.

## Lista
| Presidente                          | Presidente     | Presidente                            | Partito                                         | Elezione                    | Mandato           | Mandato            |
| Presidente                          | Presidente     | Presidente                            | Partito                                         | Elezione                    | Inizio            | Fine               |
| ----------------------------------- | -------------- | ------------------------------------- | ----------------------------------------------- | --------------------------- | ----------------- | ------------------ |
| Prima Repubblica                    |                |                                       |                                                 |                             |                   |                    |
|                                     |                | Kwame Nkrumah                         | Partito della Convenzione del Popolo            | 1960                        | 1º luglio 1960    | 24 febbraio 1966   |
| Dittatura militare                  |                |                                       |                                                 |                             |                   |                    |
|                                     |                | Joseph Arthur Ankrah                  | Militare (National Liberation Council)          | a seguito di colpo di Stato | 24 febbraio 1966  | 2 aprile 1969      |
|                                     |                | Akwasi Amankwa Afrifa                 | Militare (National Liberation Council)          | a seguito di colpo di Stato | 2 aprile 1969     | 7 agosto 1970      |
| Seconda Repubblica                  |                |                                       |                                                 |                             |                   |                    |
|                                     |                | Nii Amaa Ollennu                      | Indipendente                                    | Ad interim                  | 7 agosto 1970     | 31 agosto 1970     |
|                                     |                | Edward Akufo-Addo                     | Indipendente                                    | –                           | 31 agosto 1970    | 13 gennaio 1972    |
| Dittatura militare                  |                |                                       |                                                 |                             |                   |                    |
|                                     |                | Ignatius Kutu Acheamphong             | Militare (National Redemption Council)          | a seguito di colpo di Stato | 13 gennaio 1972   | 9 ottobre 1975     |
| Militare (Supreme Military Council) | 9 ottobre 1975 | Ignatius Kutu Acheamphong             | 5 luglio 1978                                   | a seguito di colpo di Stato |                   |                    |
|                                     |                | Frederick William Kwasi "Fred" Akuffo | Militare (Supreme Military Council)             | a seguito di colpo di Stato | 5 luglio 1978     | 4 giugno 1979      |
|                                     |                | Jerry John Rawlings                   | Militare (Armed Forces Revolutionary Council)   | a seguito di colpo di Stato | 4 giugno 1979     | 24 settembre 1979  |
| Terza Repubblica                    |                |                                       |                                                 |                             |                   |                    |
|                                     |                | Hilla Limann                          | Partito Nazionale del Popolo                    | 1979                        | 24 settembre 1979 | 31 dicembre 1981   |
| Dittatura militare                  |                |                                       |                                                 |                             |                   |                    |
|                                     |                | Jerry John Rawlings                   | Militare (Provisional National Defence Council) | a seguito di colpo di Stato | 31 dicembre 1981  | 7 gennaio 1993     |
| Quarta Repubblica                   |                |                                       |                                                 |                             |                   |                    |
|                                     |                | Jerry John Rawlings                   | Congresso Democratico Nazionale                 | 1992, 1996                  | 7 gennaio 1993    | 7 gennaio 2001     |
|                                     |                | John Agyekum Kufuor                   | Nuovo Partito Patriottico                       | 2000, 2004                  | 7 gennaio 2001    | 7 gennaio 2009     |
|                                     |                | John Evans Atta Mills                 | Congresso Democratico Nazionale                 | 2008                        | 7 gennaio 2009    | 24 luglio 2012 (†) |
|                                     |                | John Dramani Mahama                   | Congresso Democratico Nazionale                 | Ad interim, 2012            | 24 luglio 2012    | 7 gennaio 2017     |
|                                     |                | Nana Akufo-Addo                       | Nuovo Partito Patriottico                       | 2016, 2020                  | 7 gennaio 2017    | 7 gennaio 2025     |
|                                     |                | John Dramani Mahama                   | Congresso Democratico Nazionale                 | 2024                        | 7 gennaio 2025    | in carica          |